# Rajai Shahr

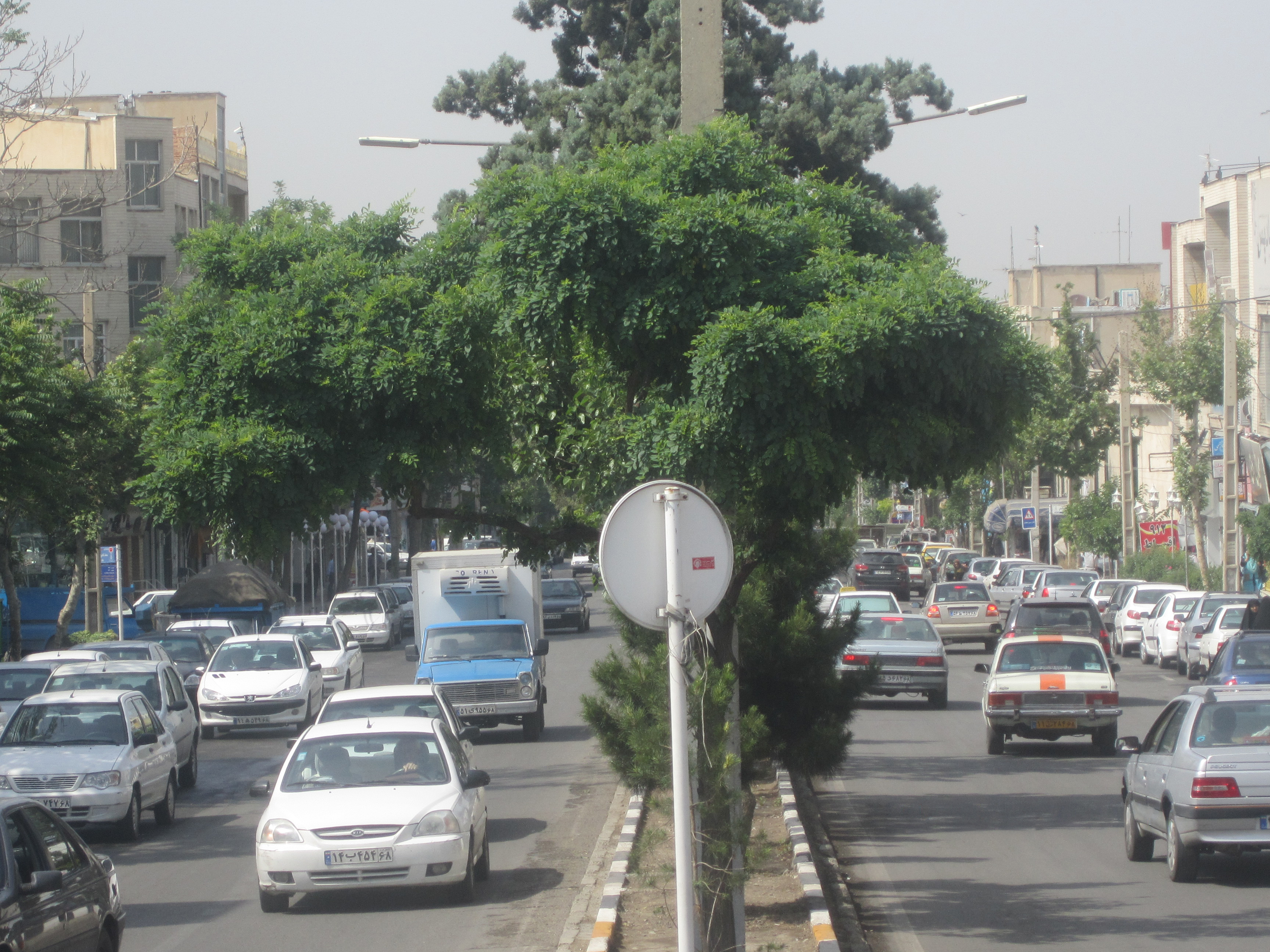

Rajai Shahr, cunoscut și ca Gohardasht, este un orășel din suburbia orașului Karaj din Iran.